# Casque de Benty Grange
Vous lisez un « bon article » labellisé en 2019.
Le casque de Benty Grange est un casque anglo-saxon avec une figurine de sanglier en guise de cimier.
Ce casque, qui remonte au VIIe siècle, est découvert en 1848 par Thomas Bateman à l'occasion de fouilles dans un tumulus à la ferme de Benty Grange, dans le Derbyshire, qui correspond à la tombe d'un individu de haut rang. Il s'agit de la première découverte d'un casque de la période anglo-saxonne (cinq autres ont été retrouvés depuis).
Le casque se compose d'une structure en fer sur laquelle sont fixées des plaques de corne, tandis que l'intérieur est recouvert de tissu ou de cuir. Les parties organiques se sont décomposées et seule la structure métallique subsiste. Ses décorations suggèrent que ce n'est pas un objet purement utilitaire, mais qu'il joue aussi un rôle cérémoniel. La plus remarquable est la figurine de sanglier, mais le nasal porte une croix chrétienne, preuve du syncrétisme qui règne dans une Angleterre en pleine christianisation.
Dans la culture germanique, le sanglier permet d'invoquer la protection divine : des casques ornés de sanglier sont mentionnés à plusieurs reprises dans le poème Beowulf. Le casque de Benty Grange est l'un des rares objets de ce genre retrouvés par l'archéologie, avec le casque Pioneer. Le sanglier de Guilden Morden coiffait vraisemblablement à l'origine un casque similaire.
Le casque est exposé au Weston Park Museum de Sheffield. Une reconstitution du casque original a été produite pour le musée en 1986.

## Description

### Structure

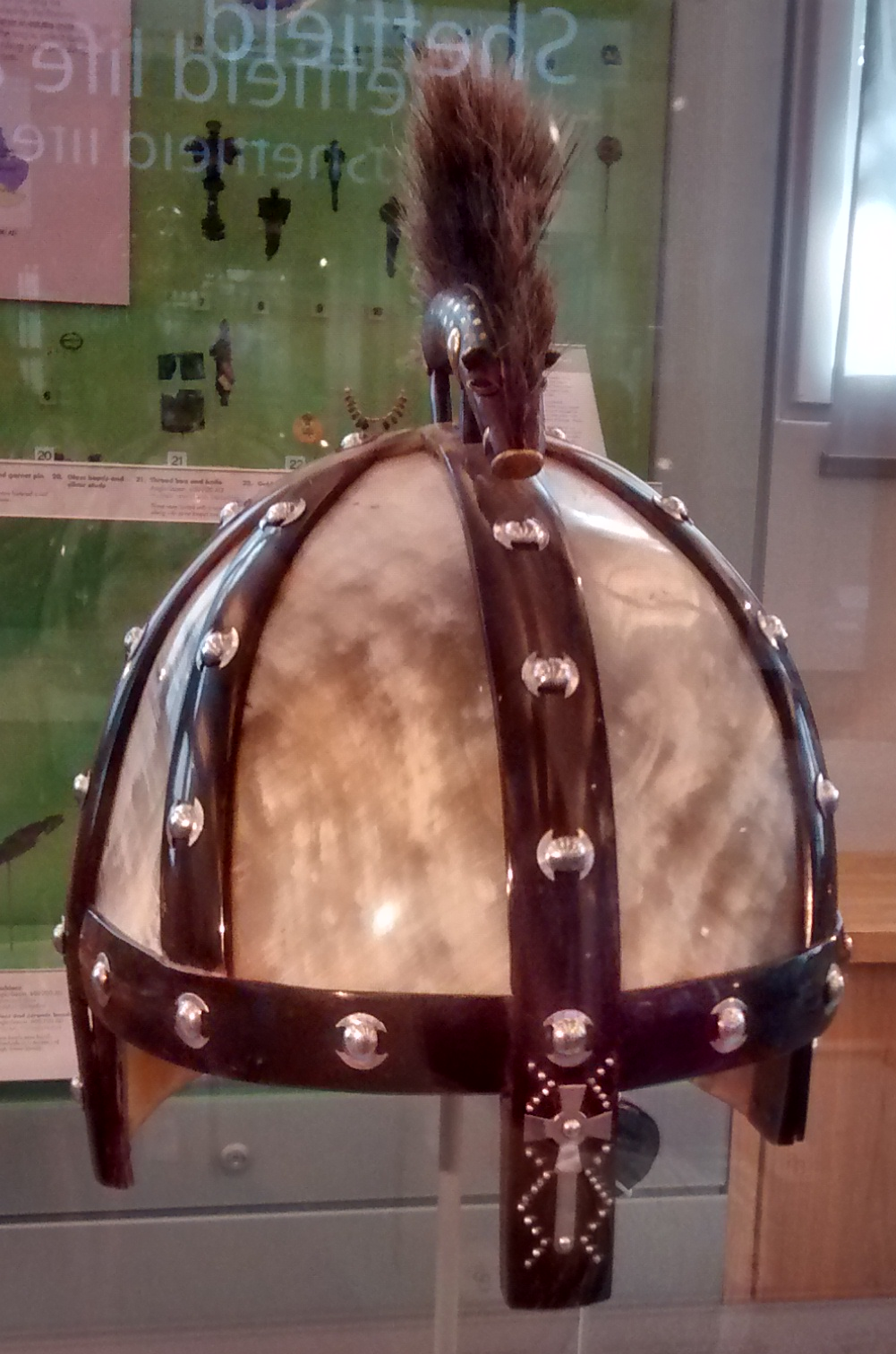
Reconstitution du casque exposée au Weston Park Museum de Sheffield.

Le casque de Benty Grange est constitué d'une armature en fer recouverte de plaques de corne. L'armature, aujourd'hui réduite à l'état de seize fragments rouillés, se composait à l'origine de sept bandes de fer de 1 à 2 mm d'épaisseur. Une bande frontale mesurant 65 cm de long sur 25 mm de large faisait le tour du crâne du porteur. Deux bandes de même largeur suivaient la courbe du crâne d'avant en arrière et de gauche à droite. Celle qui reliait le nez à la nuque, longue de 40 cm, dépassait en bas de 47,5 mm à l'avant et de 38 mm à l'arrière. L'extension avant était droite, mais celle à l'arrière était recourbée pour épouser la nuque du porteur. La bande latérale reliait les oreilles du porteur ; bien que ses deux extrémités soient brisées un peu en dessous de la bande frontale, elles descendaient vraisemblablement plus bas pour constituer en partie une protection pour les joues ou les oreilles. Elle était fixée à la bande frontale du côté extérieur à droite et du côté intérieur à gauche, et également à l'extérieur à la bande supérieure. Les quatre espaces délimités par cette structure étaient subdivisés par des bandes métalliques secondaires plus étroites dont un seul exemplaire subsiste. Ces bandes secondaires étaient fixées à l'extérieur de la bande frontale, à 7 cm du centre de la bande latérale. Elles mesuraient 22 mm de large à la base et 15 mm de large au centre. Elles s'élevaient vers la bande latérale à un angle de 70° et la croisaient à un angle de 50°, juste sous la crête. L'intérieur du casque était vraisemblablement recouvert de cuir ou de tissu pour le confort du porteur.
Les huit intervalles entre les bandes de fer étaient remplis par autant de plaques de corne de vache aplaties et courbées. Bien qu'aucune de ces plaques ne subsiste, des traces minéralisées sur les morceaux de métal en ont conservé l'empreinte. Les plaques étaient fixées sur les bandes de fer, qui étaient ainsi dissimulées, et butaient l'une sur l'autre au niveau du centre de chaque bande. Les jointures étaient dissimulées par des morceaux de corne supplémentaires coupés à la largeur des bandes de fer. Les trois couches successives (bandes de fer, plaques de corne et bandes de corne) étaient fixées ensemble à l'aide de rivets : des rivets en fer à l'intérieur du casque et des rivets en argent (ou plaqué argent), avec des têtes ornementales en forme de hache à double lame, à l'extérieur, à 4 cm d'intervalle les uns des autres. Des traces de corne sur l'extrémité arrière de la bande supérieure et à l'arrière de la bande frontale suggèrent qu'il existait également un protège-nuque réalisé dans ce matériau. Il semble donc que des morceaux de corne, mesurant 5 cm du centre de la bande frontale à l'extrémité de la bande supérieure arrière, aient croisé les extensions de la bande latérale à un angle de 5° pour les rejoindre à 6,4 cm du centre de la bande frontale.
Cette structure s'avère particulièrement solide. Des expériences menées sur une réplique du casque ont permis de déterminer qu'il est plus résistant qu'un casque moderne en fibre de verre ou qu'un casque de chantier aux coups portés avec une hache, qui endommagent les plaques de corne sans les percer. En revanche, les flèches et les lances à pointe de fer peuvent transpercer la corne, mais les casques modernes ayant servi de point de comparaison ne résistent pas mieux à ces armes.

### Décoration
Le contraste entre le métal de couleur sombre et les plaques de corne de couleur claire contribue à rendre le casque particulièrement visible. Sa décoration se compose notamment d'une croix en argent sur le nasal et d'une figurine de sanglier en bronze sur la crête. La croix mesure 39 mm de haut sur 20 mm de large et se compose de deux éléments : les deux branches de la croix étaient à l'origine de la même taille, puis la hampe a été allongée par l'ajout d'une bande d'argent. Elle est posée sur une couche de corne et attachée au casque par deux rivets, un au croisement des deux branches et un au bas de la hampe. Un motif en zigzag composé de clous d'argent plantés ou vissés dans la corne entoure la croix. Il ne subsiste que 29 des 40 clous d'origine.
Le sanglier fixé au sommet du casque constitue l'élément d'ornementation le plus caractéristique du casque. Le corps de l'animal est formé par deux morceaux de bronze tubulaires en forme de D, dont les côtés plats sont séparés d'environ 2 mm. Cet espace qui sépare les deux moitiés était rempli d'une substance (sans doute de la corne ou du métal) qui s'est depuis désintégrée. Il est possible qu'elle ait formé la crinière du sanglier en dépassant de son dos ou, au contraire, formé une dépression qui aurait pu accueillir de véritables poils de sanglier. Des plaques de fer étaient fixées de part et d'autre des tubes de bronze pour former la surface visible du sanglier. Les hanches de l'animal étaient formées par quatre plaques d'argent doré, fixées par deux rivets d'argent à chaque extrémité, l'un au-dessus de l'autre. L'argent de ces plaques est d'origine romaine, comme en témoigne le dessin de feuille classique qui figure au dos de la plaque avant gauche et les marques de lime sur l'avers. Les rivets d'argent, qui maintenaient ensemble les cinq couches constitutives du sanglier, étaient soudés aux plaques. Des trous pratiqués dans le corps de l'animal accueillaient des clous d'argent ronds d'environ 1,5 mm de diamètre. Ces clous, probablement placés au ras de la surface du corps, étaient limés et dorés, peut-être pour simuler des poils dorés. Pour les yeux, des grenats ovales de 5 mm de long furent sertis dans des orbites en or aux bords en filigrane. Ces orbites mesuraient 8 mm de long sur 3,5 mm de large avec des tiges de 8 mm de long, remplies de cire d'abeille, pour les fixer sur la tête du sanglier. Les autres détails de l'animal (la queue, les défenses, le museau, la mâchoire et les oreilles) étaient peut-être formés de morceaux de bronze dorés dont il ne subsiste guère de traces. Le corps était fixé à une plaque de bronze ovale à l'aide de deux paires de pattes (creusées par la rouille, mais probablement pleines à l'origine). Elles représentent toutes des pattes avant, articulées vers l'avant, alors que les pattes arrière des sangliers sont articulées vers l'arrière. La plaque ovale, qui mesure 90 mm de long pour 19 mm de large à son point le plus large, épouse la courbure du casque. Elle présente quatre trous pour les pattes du sanglier et trois autres pour la fixation à la structure du casque, ainsi qu'un gros trou de rivet un peu derrière le centre. La plaque était sans doute directement reliée à la structure, les pattes passant à travers des trous pratiqués dans la corne,.

## Découverte et conservation

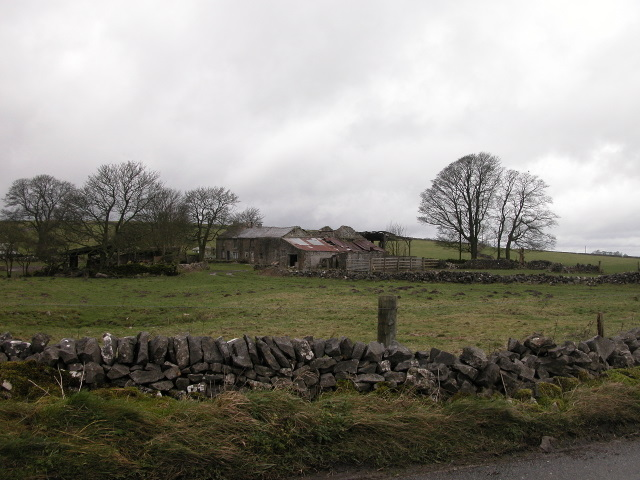
La ferme de Benty Grange.

Le casque a été découvert le 3 mai 1848 lors de fouilles menées par l'antiquaire Thomas Bateman dans un tertre à la ferme de Benty Grange, dans la paroisse de Monyash (Derbyshire), au cœur de l'actuel parc national du Peak District. Le tertre, qui subsiste encore, est édifié à proximité d'une grande route romaine (l'actuelle route A515), peut-être afin d'être visible des voyageurs de passage, à moins que sa situation n'ait été choisie afin qu'il apparaisse à l'horizon aux côtés de deux autres monuments, le cercle de pierres d'Arbor Low et le tertre de Gib Hill. Le tertre de Benty Grange se compose d'un tumulus circulaire d'environ 60 cm de haut et 15 m de diamètre, entouré d'un fossé d'environ 1 m de large et 30 cm de profondeur, ainsi que d'une série de levées en terre de 20 cm de haut et 3 m de large. La structure entière mesure environ 23 m sur 22.
En raison de la composition chimique du sol, il ne subsiste rien du corps qui devait être étendu au centre du tertre, à plat sur la surface d'origine du sol,. Bateman mentionne des cheveux, mais il s'agit sans doute en réalité de poils venant d'un manteau de fourrure, d'une peau de vache ou d'un autre objet de ce genre. Les objets retrouvés dans la tombe sont rassemblés en deux tas : l'un au niveau des prétendus cheveux et l'autre à environ 180 cm à l'ouest,,. Le premier comprend notamment une coupe d'environ 8 cm de diamètre, probablement en bois, bien que Bateman parle de cuir,,. Son bord est rehaussé d'argent et sa surface décorée de plusieurs emblèmes en argent (quatre en forme de roue et deux en forme de croix) fixés à l'aide d'épingles du même matériau. Ce tas comprend également les débris de trois écussons appartenant à un bol suspendu, un nœud en fil métallique et des plaques en os décorées et attachées à de la soie qui se dégradent rapidement une fois exposées à l'air libre. Le deuxième tas se compose d'un certain nombre d'objets en fer entassés pêle-mêle, parmi lesquels une série de chaînes, une sorte de fourche à six pointes et le casque,,.

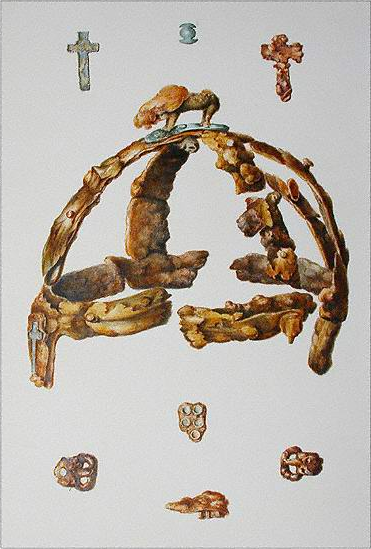
Une aquarelle de Llewellyn Jewitt représentant le casque de Benty Grange entouré d'objets retrouvés dans la même tombe.

Bien que Bateman ne le signale pas dans son compte-rendu, il n'est vraisemblablement pas le premier à avoir visité le tertre. L'accumulation des objets en deux tas et l'absence de plusieurs objets qui accompagnent typiquement les casques dans les tombes anglo-saxonnes (épée, bouclier) laissent supposer que la tombe a été pillée avant son excavation. La grande taille du tertre suggère qu'il abritait peut-être deux sépultures, mais Bateman n'en a découvert qu'une seule. Son classement comme scheduled monument en 1970 s'accompagne de la suggestion de fouilles supplémentaires pour le déterminer.
Après la mort de Bateman, en 1861, son fils Thomas W. Bateman prête en 1876 les objets découverts par son père à Benty Grange à la ville de Sheffield. Ils sont exposés au Weston Park Museum jusqu'en 1893, date à laquelle le musée achète une partie de ces objets, dont le casque, à la famille Bateman, tandis que les autres sont dispersés.
En 1947, l'archéologue Rupert Bruce-Mitford se rend à Sheffield pour examiner le casque de Benty Grange dans le cadre de ses travaux sur le trésor de Sutton Hoo, qui comprend également un casque. Ces deux casques sont alors les seuls connus de la période anglo-saxonne. L'année suivante, le casque de Benty Grange est confié au British Museum, où Bruce-Mitford travaille comme conservateur assistant, pour y être nettoyé et analysé. Ces travaux sont supervisés par Harold Plenderleith avec l'aide de Bruce-Mitford, Herbert Maryon et Françoise Henry. Au cours du siècle écoulé depuis sa découverte, le casque a continué à subir les effets de la rouille, au point que certains fragments sont devenus impossibles à identifier. Le sanglier est méconnaissable et les pièces en argent presque complètement noircies. Durant le travail de grattage, effectué à l'aide d'une aiguille rigide, le sanglier, que l'on pensait d'un seul tenant, se fend en deux, un accident « heureux » selon Bruce-Mitford dans la mesure où il révèle la structure interne de la figurine. Les fragments de corne sont examinés au Natural History Museum par le zoologue Frederic Charles Fraser (en), qui effectue également des expériences sur des échantillons de corne modernes pour étudier la manière dont ce matériau peut être assoupli et modelé.

## Typologie
La technique de construction et le style décoratif du casque de Benty Grange permettent de le dater de la première moitié du VIIe siècle. C'est l'un des six casques anglo-saxons connus, avec les casques Pioneer (lui aussi coiffé d'une figurine de sanglier en guise de cimier), de Sutton Hoo, de Coppergate, de Shorwell et du Staffordshire. Tous ces casques, à l'exception de celui de Shorwell, d'inspiration franque, sont classés parmi les « casques à crête » fabriqués dans l'Europe du Nord du VIe au XIe siècle. Ils se caractérisent par une coiffe circulaire et une crête proéminente reliant le nez à la nuque. À l'exception d'un fragment retrouvé à Kiev, ces casques proviennent tous d'Angleterre ou de Scandinavie et se distinguent des casques continentaux de la même époque, qu'il s'agisse de spangenhelms ou de lamellenhelms,,.
Le casque de Benty Grange présente une forme unique parmi les casques anglo-saxons, ainsi que parmi les casques à crête en général, bien qu'il partage certaines caractéristiques avec eux. Les autres casques anglo-saxons, à l'exception de celui de Sutton Hoo (et peut-être du Staffordshire), sont constitués de bandes perpendiculaires larges, avec quatre plaques intermédiaires,,. Il faut chercher en Suède, à Vendel (en) et à Valsgärde, pour trouver des structures à bandes fines similaires à celle du casque de Benty Grange. Bien que l'on connaisse d'autres figurines de sangliers servant de cimiers (Pioneer et Guilden Morden,), celui de Benty Grange est conçu d'une manière particulièrement élaborée, avec des grenats, de l'or, de l'argent, du fer et du bronze, sans équivalent dans la catégorie des objets décoratifs anglo-saxons. La corne n'est utilisée comme matériau que par un seul autre casque connu : le spangenhelm réalisé pour un enfant de haut rang retrouvé à Cologne, en Allemagne,.

Les autres casques anglo-saxons
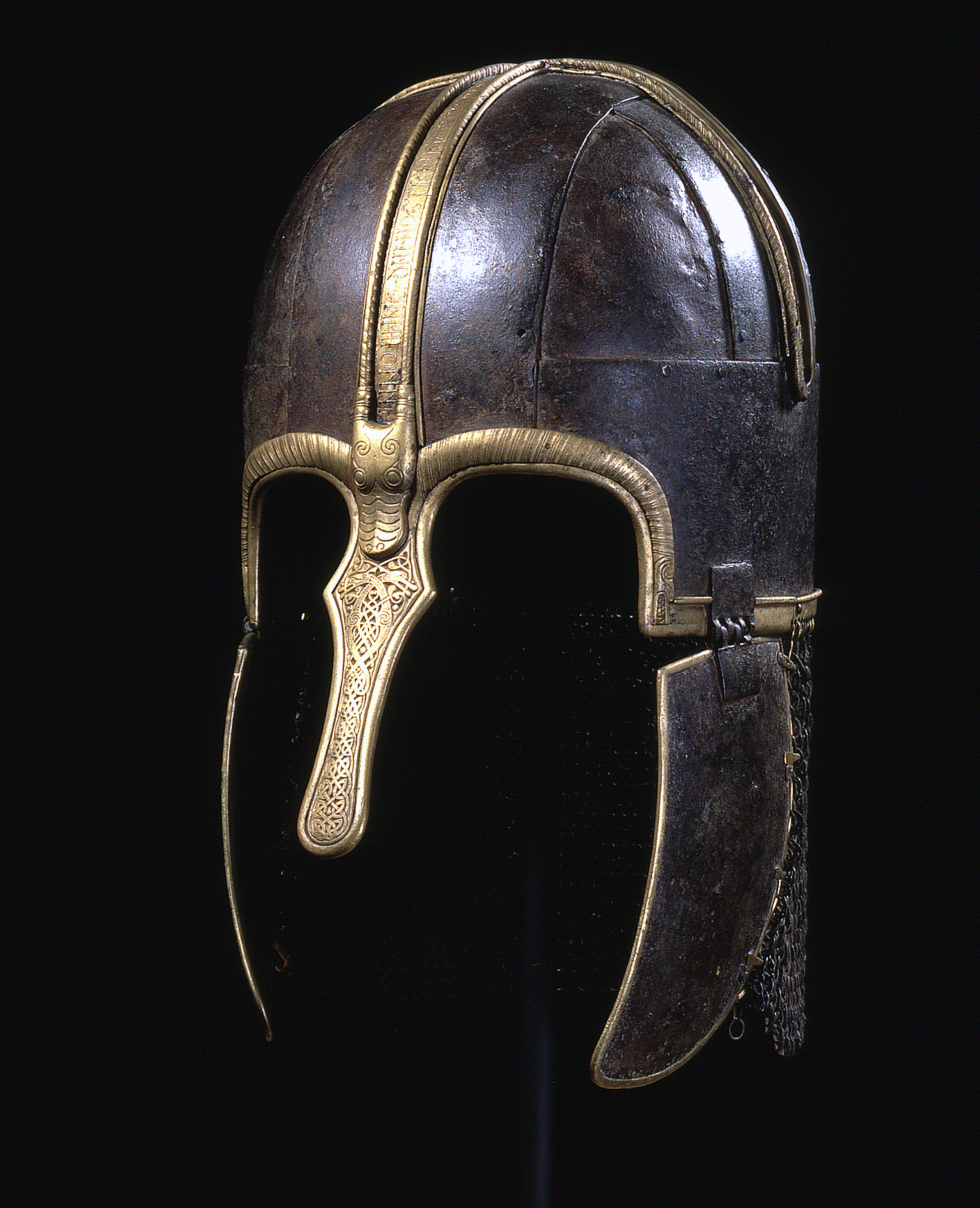
Le casque de Coppergate.
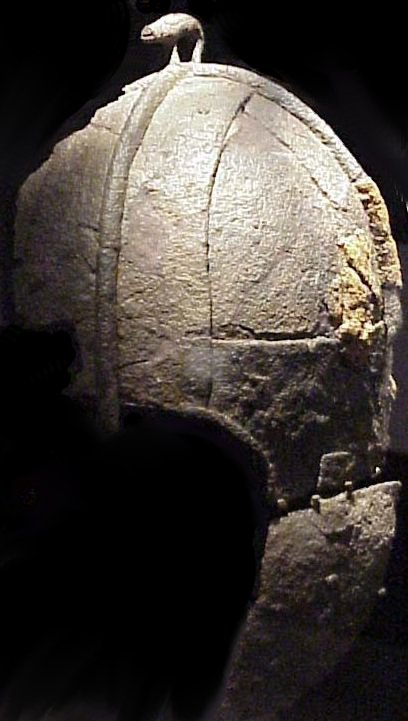
Le casque Pioneer.
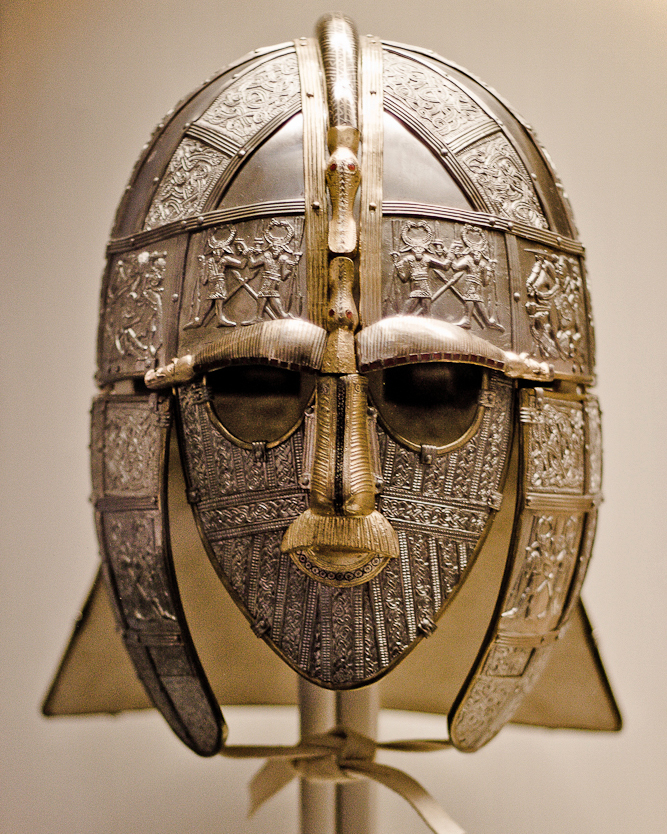
Le casque de Sutton Hoo (réplique).
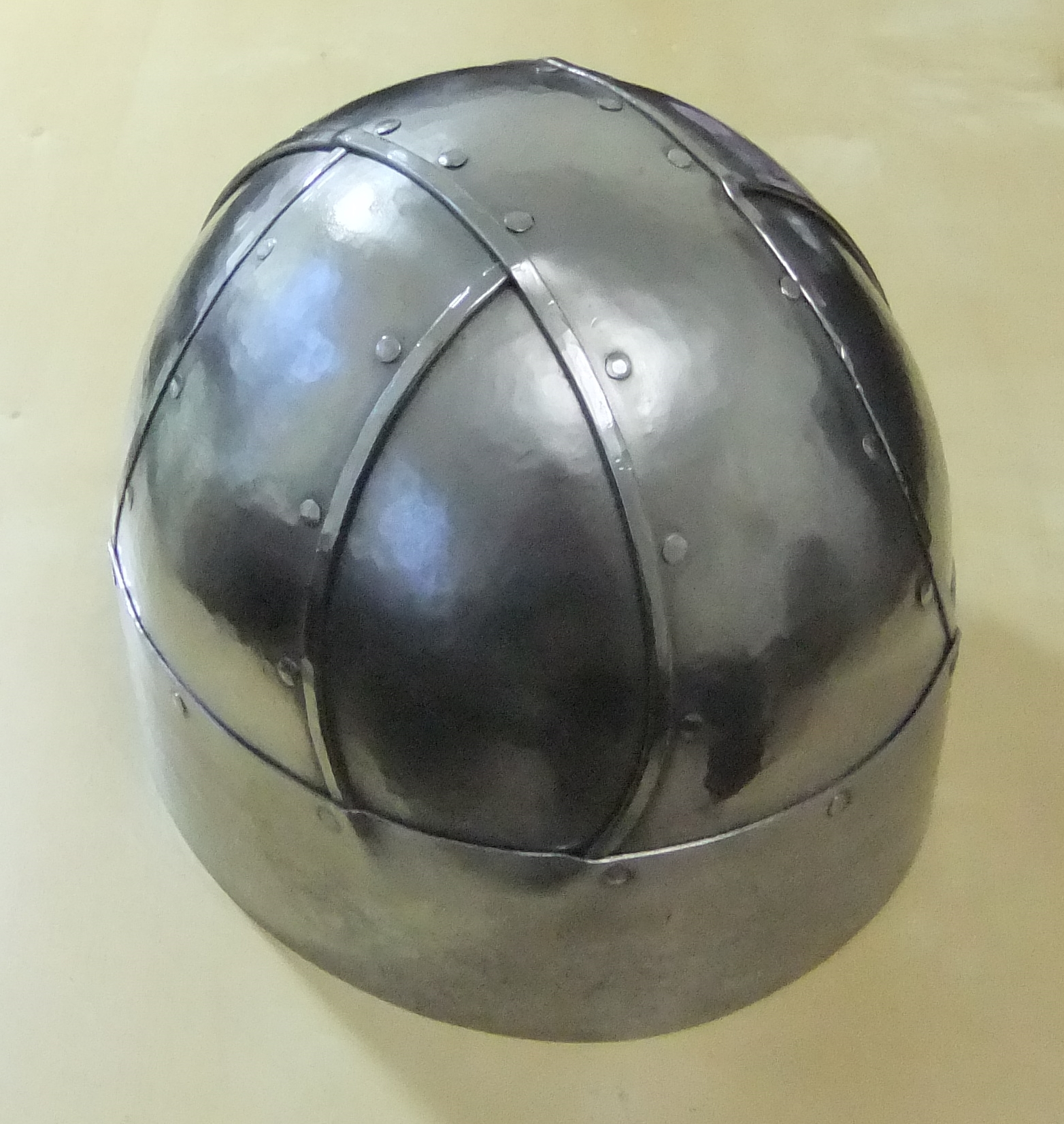
Le casque de Shorwell (réplique).
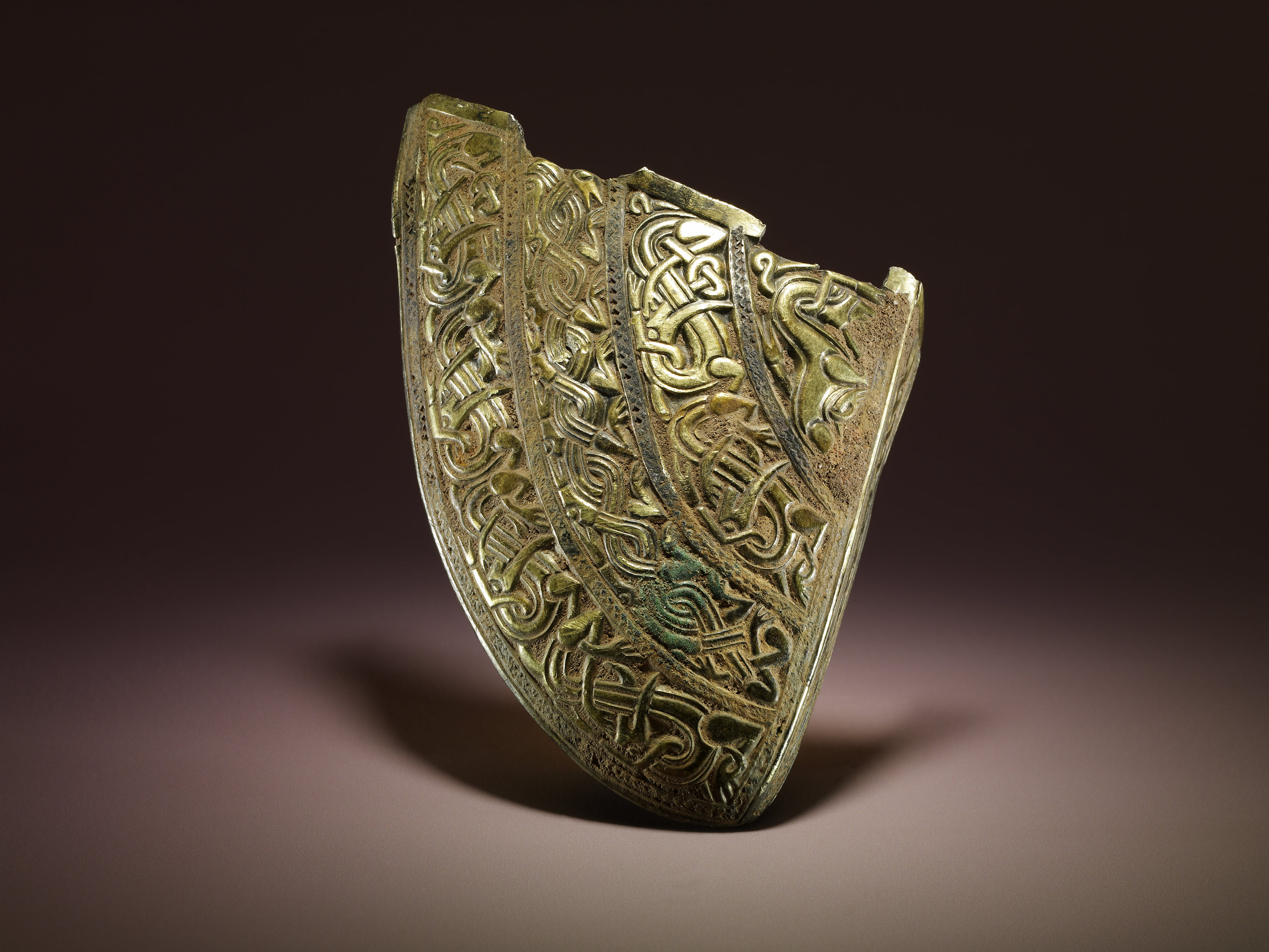
Fragment d'un couvre-joue du casque du Staffordshire.

## Iconographie
Le sanglier est investi d'une symbolique importante dans plusieurs cultures européennes. Chez les Anglo-Saxons, elle reflète vraisemblablement une fusion d'influences nordiques et méditerranéennes. Cet animal figure sur des artéfacts scandinaves, comme le chaudron de Gundestrup (Danemark, Ier siècle) ou les plaques de Torslunda (Suède, VIe siècle), mais il sert également d'emblème à plusieurs légions romaines, dont la Legio XX Valeria Victrix, stationnée en Grande-Bretagne du Ier au IIIe siècle. Son association avec les dieux scandinaves Freyja et Freyr suggère néanmoins que le sanglier qui coiffe le casque de Benty Grange témoigne de l'introduction en Angleterre d'une tradition germanique plutôt que de la continuité d'une tradition pré-romaine. Quoi qu'il en soit, le sanglier représente apparemment pour les Anglo-Saxons un emblème protecteur. Le poème épique Beowulf mentionne à plusieurs reprises des casques décorés à l'effigie de cet animal,.

Quelques représentations iconographiques antiques du sanglier
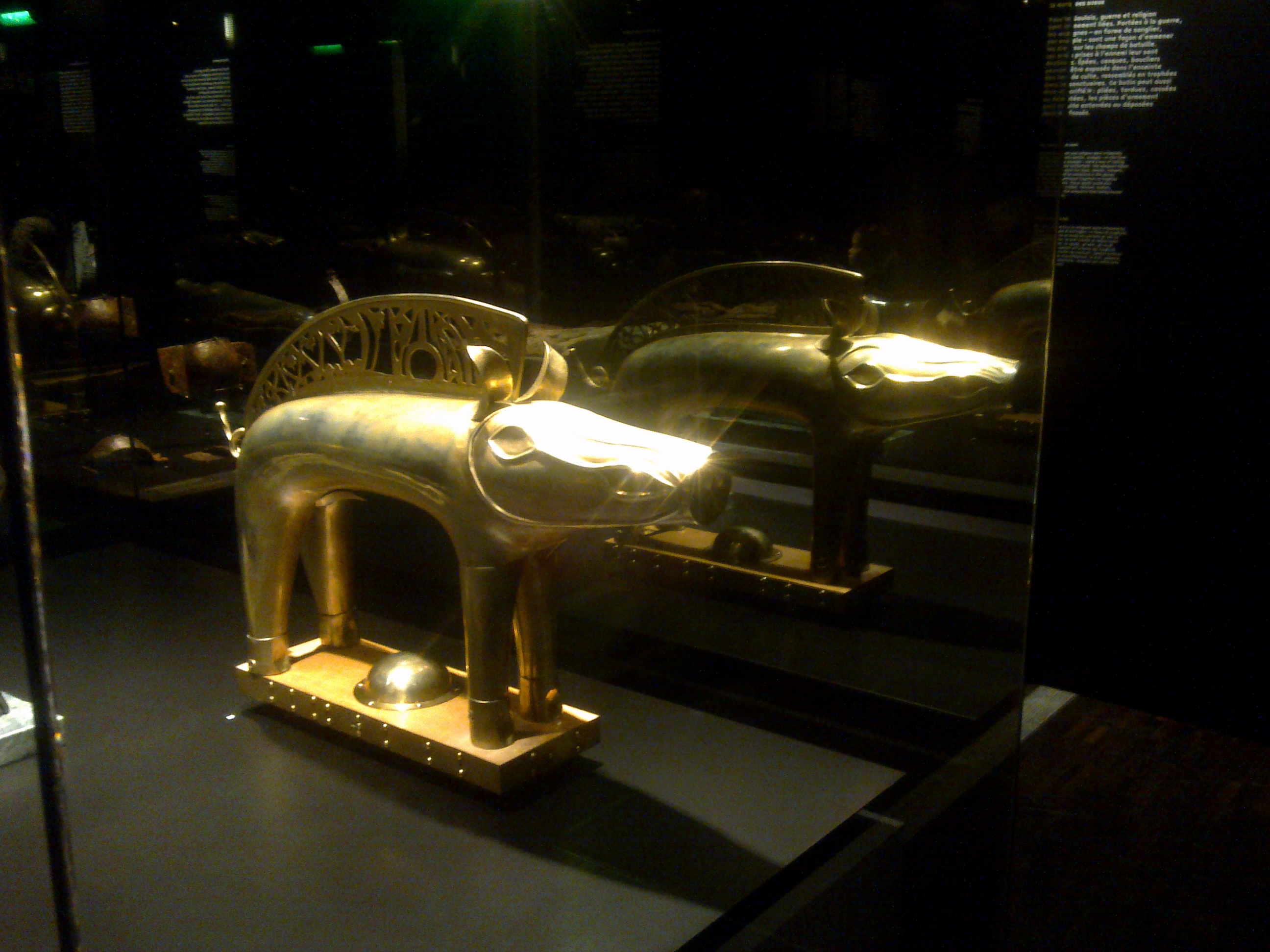
Le sanglier-enseigne gaulois de Soulac-sur-Mer (Ier siècle av. J.-C.).
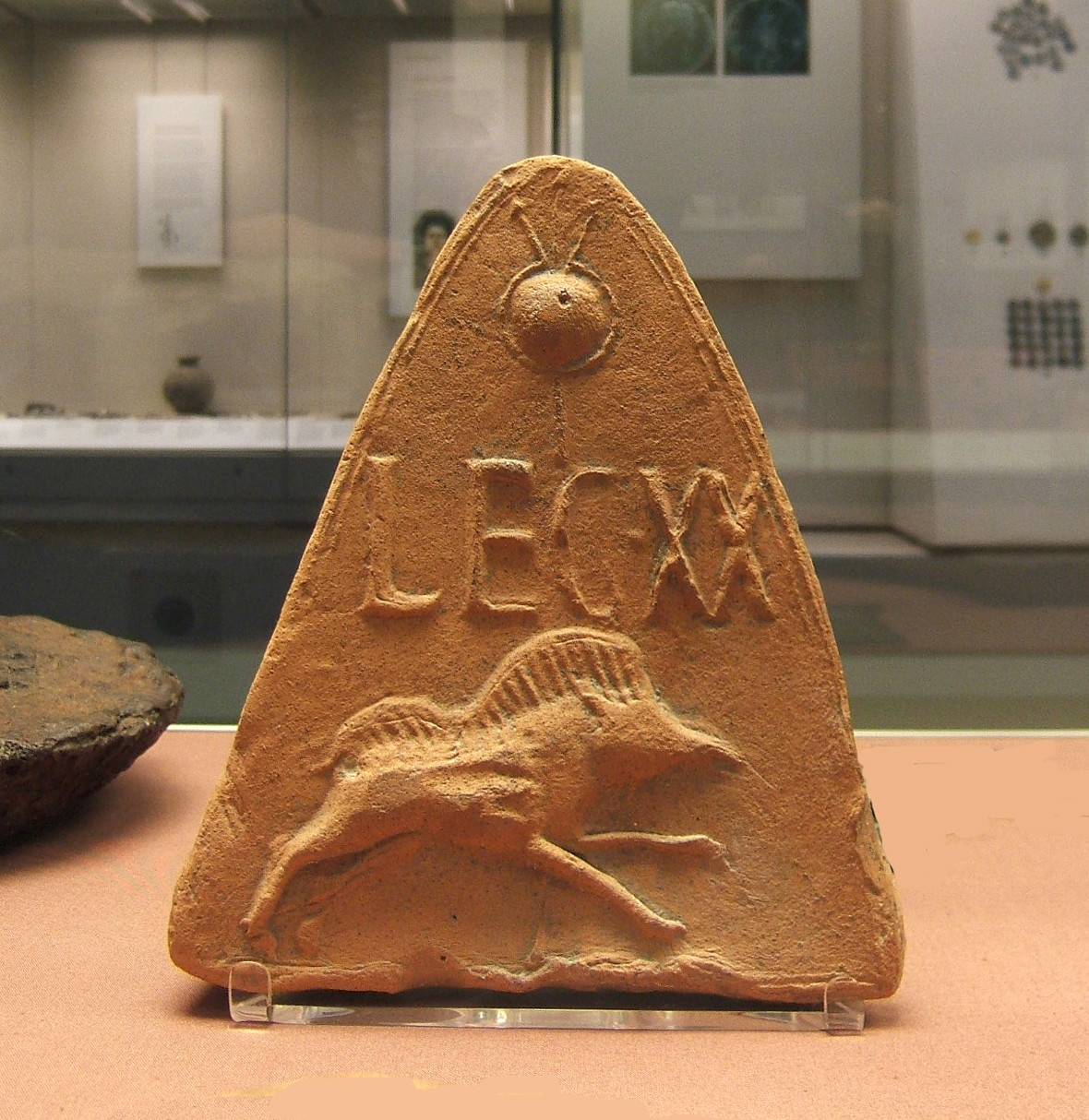
Une tuile représentant l'emblème de la Legio XX (IIe ou IIIe siècle).
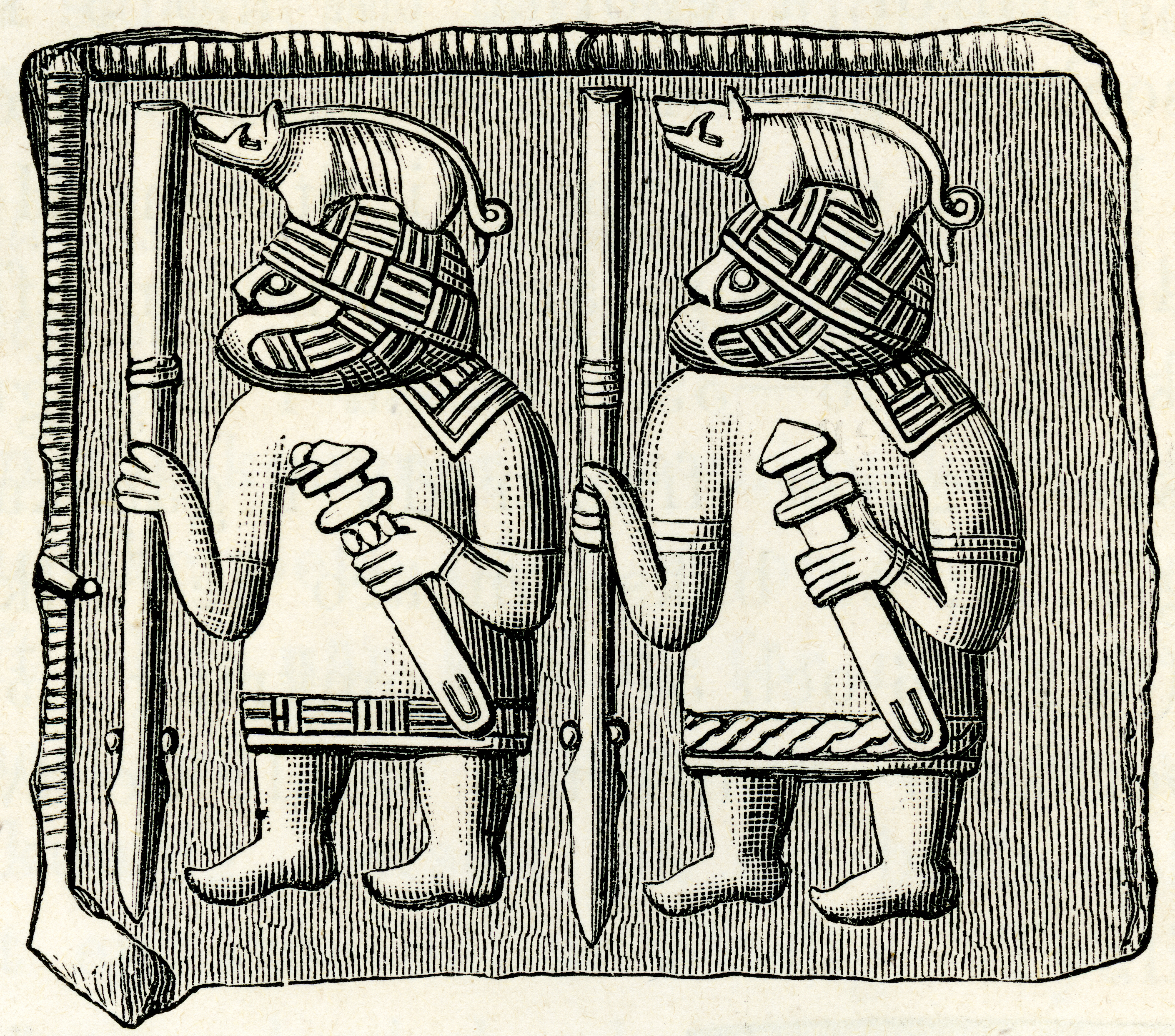
L'une des plaques de Torslunda (VIe siècle).

Fabriqué à l'époque de la christianisation des royaumes anglo-saxons, le casque porte sur son nasal une croix emblématique du christianisme en plus du sanglier païen. La religion chrétienne est attestée en Angleterre à l'époque romaine, mais l'arrivée des Anglo-Saxons, peuples germaniques païens, entraîne une rupture. La région du Peak District fait partie de celles où leur impact sur la culture et la religion locales est le plus marqué. Le christianisme ne subsiste que dans les régions isolées du nord et de l'ouest de la Grande-Bretagne : Écosse, pays de Galles, Devon et Cornouailles. L'arrivée de la mission grégorienne dans le royaume du Kent, en 597, marque le début de la conversion des Anglo-Saxons. Ce sont d'abord les rois qui adoptent le christianisme, suivis par la noblesse et enfin par les couches inférieures de la société. Cette christianisation ne se fait pas sans heurt : ainsi, le roi des Angles de l'Est Rædwald accepte le baptême, mais continue à pratiquer l'ancienne religion anglo-saxonne. La christianisation de l'aristocratie anglo-saxonne prend plus d'un siècle, avec des périodes de flux et de reflux avant la conversion définitive.
Le casque de Benty Grange constitue un exemple clair de syncrétisme. La figure païenne du sanglier domine clairement en taille et en proéminence la croix, qui est plus petite et moins visible. La croix ne constitue d'ailleurs pas forcément un signe de foi chrétienne : son ajout reflète peut-être une croyance apotropaïque dans son pouvoir de protection sur le champ de bataille.